# Liste der Orte im Zollernalbkreis
Die Liste der Orte im Zollernalbkreis listet die geographisch getrennten Orte (Ortsteile, Stadtteile, Dörfer, Weiler, Höfe, (Einzel-)Häuser) im Zollernalbkreis auf.
Seit dem Abschluss der baden-württembergischen Kreisreform von 1973 umfasst der Zollernalbkreis 25 Gemeinden, darunter neun Städte (Albstadt, Balingen, Burladingen, Geislingen, Haigerloch, Hechingen, Meßstetten, Rosenfeld und Schömberg) und 16 sonstige Gemeinden (Bisingen, Bitz, Dautmergen, Dormettingen, Dotternhausen, Grosselfingen, Hausen am Tann, Jungingen, Nusplingen, Obernheim, Rangendingen, Ratshausen, Straßberg, Weilen unter den Rinnen, Winterlingen und Zimmern unter der Burg).
Balingen ist die Kreisstadt. Mit Albstadt und Balingen gibt es zwei sogenannte Große Kreisstädte. Zwischen einzelnen Kommunen gibt es sechs vereinbarte Verwaltungsgemeinschaften mit Sitz in Albstadt, Balingen, Bisingen, Hechingen, Meßstetten und Winterlingen sowie einen Gemeindeverwaltungsverband mit Sitz in Schömberg.
Sowohl gemessen an der Einwohnerzahl als auch an der Gemarkungsfläche ist Albstadt die größte Kommune und Dautmergen die kleinste.
Grundlage für diese Liste sind die in der Literaturquelle von Kohlhammer (1980) Das Land Baden-Württemberg – Amtliche Beschreibung nach Kreisen und Gemeinden – Band IV: Regierungsbezirk Stuttgart, Regionalverbände Franken und Ostwürttemberg genannten Orte. Zusätzlich bestehende Orte, die in der grundlegenden Literaturquelle nicht genannt wurden, werden üblicherweise nach der Quelle www.leo-bw.de mit zusätzlichen Einzelnachweisen erfasst. 

## Systematische Liste
Alphabet der Städte und Gemeinden mit den zugehörigen Orten.
| - Albstadt mit den Stadtteilen Burgfelden, Ebingen, Laufen, Lautlingen, Margrethausen, Onstmettingen, Pfeffingen, Tailfingen und Truchtelfingen. - Zu Burgfelden das Dorf Burgfelden. - Zu Ebingen die Stadt Ebingen, der Weiler Ehestetter Hof und die Häuser Ehestetter Mühle, Ehestetter Pumpwerk, Eselmühle, Fohlenweide, Galthaus, Im Degerwand, Im Kienten, Im Mehlbaum, Jausenteich (tw. mit Ebingen zusammengewachsen), Petersburg, Sandgrube, Setze, Waldheim und Weißenburg. - Zu Laufen das Dorf Laufen. - Zu Lautlingen das Dorf Lautlingen und das Gehöft Tierberg. - Zu Margrethausen das Dorf Margrethausen und das Gehöft Ochsenberg. - Zu Onstmettingen das Dorf Onstmettingen, die Höfe Allenberghöfe, Dagersbrunnen, Geifitze, Heuberghöfe und Zollersteighof und die Häuser Raichberg, Ritzenbühl, Stich und Zaislen. - Zu Pfeffingen das Dorf Pfeffingen, die Höfe Brechetsteighof und Zitterhof und das Haus Roschbach. - Zu Tailfingen die Stadt Tailfingen, die Siedlungen Stiegel und Tailfingen-Langenwand (urspr. ein Weiler) und die Häuser Neuweiler, Schafbühl und Weiler Tal. - Zu Truchtelfingen das Dorf Truchtelfingen und die Häuser Auf Hoftsett und Rossental. - Balingen mit den Stadtteilen Balingen, Endingen, Engstlatt, Erzingen, Frommern, Ostdorf, Roßwangen, Stockenhausen, Streichen, Weilstetten und Zillhausen. - Zu Balingen die Stadt Balingen, der Stadtteil Heselwangen, das Gehöft Reichenbacher Hof und die Häuser Holderhof und Stadtmühle. - Zu Endingen das Dorf Endingen und die Häuser Eckhaus, Galgenrain und Kutzmühle. - Zu Engstlatt das Dorf Engstlatt. - Zu Erzingen das Dorf Erzingen und die Staatsdomäne Bronnhaupten. - Zu Frommern die Dörfer Frommern und Dürrwangen, das Gehöft Ziegelhütte und das Haus Säge. - Zu Ostdorf das Dorf Ostdorf und die Häuser Böllatsmühle, Gießmühle, Obere Mühle und Wirtschaft zum Kühlen Grund. - Zu Roßwangen das Dorf Roßwangen. - Zu Stockenhausen das Dorf Stockenhausen. - Zu Streichen das Dorf Streichen. - Zu Weilstetten das Dorf Weilstetten, der Ort Hotel Lochen und das Haus Maienwiesle. - Zu Zillhausen das Dorf Zillhausen und das Gehöft Wannental. - Bisingen mit den Gemeindeteilen Bisingen, Thanheim, Wessingen und Zimmern. - Zu Bisingen die Dörfer Bisingen und Steinhofen. - Zu Thanheim das Dorf Thanheim. - Zu Wessingen das Dorf Wessingen und das Haus Bahnhof Zollern. - Zu Zimmern das Dorf Zimmern und Burg Hohenzollern. - Bitz mit dem Dorf Bitz. - Burladingen mit den Stadtteilen Burladingen, Gauselfingen, Hausen, Hörschwag, Killer, Melchingen, Ringingen, Salmendingen, Starzeln und Stetten unter Holstein. - Zu Burladingen die Stadt Burladingen, der Weiler Hermannsdorf und die Höfe Berg, Küche, Mühle und Ziegelhütte. - Zu Gauselfingen das Dorf Gauselfingen. - Zu Hausen das Dorf Hausen und die Häuser Untere Mühle und Zementsmühle. - Zu Hörschwag das Dorf Hörschwag. - Zu Killer das Dorf Killer. - Zu Melchingen das Dorf Melchingen. - Zu Ringingen das Dorf Ringingen und das Haus Seemühle. - Zu Salmendingen das Dorf Salmendingen. - Zu Starzeln das Dorf Starzeln. - Zu Stetten das Dorf Stetten und das Haus Sägmühle. - Dautmergen mit dem Dorf Dautmergen. - Dormettingen mit dem Dorf Dormettingen. - Dotternhausen mit dem Dorf Dotternhausen. - Geislingen mit den Stadtteilen Binsdorf, Erlaheim und Geislingen. - Zu Binsdorf die ehemalige Stadt Binsdorf, der Ort Loretokapelle, die Höfe Binsdorfer Mühle, Keinbachmühle und Steinfurterhof, die Häuser Hofstetten (Hochsträß), Pelzmühle und Schafhaus und die Wohnplätze Heuberghof, Karlshof, Steinefurthof und Warnberghof. - Zu Erlaheim das Dorf Erlaheim. - Zu Geislingen das ehemalige Dorf Geislingen, das Gehöft Waldhof und die Häuser Schießhaus. - Grosselfingen mit dem Dorf Grosselfingen, der fürstlichen Domäne Oberer Homburgerhof und den Häusern Alter Berg und Bisinger Berg. - Haigerloch mit den Stadtteilen Bad Imnau, Bittelbronn, Gruol, Haigerloch, Hart, Owingen, Stetten, Trillfingen und Weildorf. - Zu Bad Imnau das Dorf Bad Imnau. - Zu Bittelbronn das Dorf Bittelbronn und der Weiler Henstetten. - Zu Gruol das Dorf Gruol, das Gehöft Haldenhof und die Häuser Kroppenhofen, Niederhofen, Schlößle und Untere Mühle. - Zu Haigerloch die Stadt Haigerloch, die Höfe Hospach und Seehof und die Häuser Karlstal. - Zu Hart das Dorf Hart. - Zu Owingen das Dorf Owingen. - Zu Stetten das Dorf Stetten und die Häuser Salzwerk. - Zu Trillfingen das Dorf Trillfingen, die fürstliche Domäne Salenhof, die Höfe Kremensee und die Häuser Sägewerk, Talmühle, Wirtschaft zum Karlstal und Zimmerei. - Zu Weildorf das Dorf Weildorf. | - Hausen am Tann mit dem Dorf Hausen am Tann und dem Gehöft Oberhausen. - Hechingen mit den Stadtteilen Bechtoldsweiler, Beuren, Boll, Hechingen, Schlatt, Sickingen, Stein, Stetten und Weilheim. - Zu Bechtoldsweiler das Dorf Bechtoldsweiler. - Zu Beuren das Dorf Beuren. - Zu Boll das Dorf Boll, das Gehöft Friedrichstal und das Haus Ziegelhütte. - Zu Hechingen die Stadt Hechingen, die Siedlung Friedrichstraße, die fürstlichen Domänen Hausener Hof und Stauffenburger Hof, Schloss und Häuser Schloss Lindich, die Höfe Butzenwasen, Hagelhof und Laitgai und die Häuser Bahnhof Zollern und Walkenmühle. - Zu Schlatt das Dorf Schlatt. - Zu Sickingen das Dorf Sickingen und die Häuser Trieb. - Zu Stein das Dorf Stein und das Haus Mühle. - Zu Stetten das Dorf Stetten, die fürstlichen Domänen Brielhof und Ziegelbach und die Häuser Am Hasengarten, Auf der Acht, Heiligkreuz, Kreuzwiesen und Rädlesacker. - Zu Weilheim das Dorf Weilheim. - Jungingen mit dem Dorf Jungingen und Gehöft Bürglishof. - Meßstetten mit den Stadtteilen Hartheim, Heinstetten, Hossingen, Meßstetten, Oberdigisheim, Tieringen und Unterdigisheim. - Zu Hartheim das Dorf Hartheim. - Zu Heinstetten das Dorf Heinstetten, der Weiler Auf Schönfeld (z. T. auf der Gemarkung Schwenningen) und das Gehöft Beim Meisterhaus. - Zu Hossingen das Dorf Hossingen. - Zu Meßstetten die Stadt Meßstetten und das mit Meßstetten baulich verbundene Gehöft Eichhalder Hof, die ebenfalls baulich mit Meßstetten verbundenen Häuser Eichhalder Häuser und die ehemalige Militärsiedlung Bueloch. - Zu Oberdigisheim das Dorf Oberdigisheim, die Weiler Geyerbad und Michelfeld und die Häuser Steighaus und Untere Mühle. - Zu Tieringen das Dorf Tieringen, der Weiler Heidenhof und das Haus Vohental. - Zu Unterdigisheim das Dorf Unterdigisheim und das Gehöft Wolfenhof. - Nusplingen mit dem Dorf Nusplingen, den Weilern Dietstaig, Harthöfe und Heidenstadt und den Häusern Heckental und Steighaus. - Obernheim mit dem Dorf Obernheim, dem Weiler Tanneck und dem Haus Ziegelhütte. - Rangendingen mit den Gemeindeteilen Bietenhausen, Höfendorf und Rangendingen. - Zu Bietenhausen das Dorf Bietenhausen. - Zu Höfendorf das Dorf Höfendorf und das Gehöft Vogelherdhof. - Zu Rangendingen das Dorf Rangendingen. - Ratshausen mit dem Dorf Ratshausen. - Rosenfeld mit den Stadtteilen Bickelsberg, Brittheim, Heiligenzimmern, Isingen, Leidringen, Rosenfeld und Täbingen. - Zu Bickelsberg das Dorf Bickelsberg und die Häuser Häselhöfe. - Zu Brittheim das Dorf Brittheim. - Zu Heiligenzimmern das Dorf Heiligenzimmern und der Weiler Fabrikle (Sägmühle). - Zu Isingen das Dorf Isingen und die Höfe Häsenbühl, Lagenmad, Schieferhalde, Seehof und Wolfsgrube. - Zu Leidringen das Dorf Leidringen, die Höfe Amselreute, Bommlershof, Brestneckermühle, Kopfenhof, Krempenhof, Schorenhof und Weiherhof und das Haus Michelesmühle. - Zu Rosenfeld die Stadt Rosenfeld, das Gehöft Schmelzlesmühle und die Häuser Fischersmühle, Gipsmühle, Heiligenmühle, Im Tal, Neueburg, Riedmühle, Vogelmühle und Walkmühle. - Zu Täbingen das Dorf Täbingen, das Gehöft Danneckershof und das Haus Fischersmühle. - Schömberg mit den Stadtteilen Schömberg und Schörzingen. - Zu Schömberg die Stadt Schömberg, der Weiler Untere Säge, das Gehöft Obere Säge und Wallfahrtskirche und Haus Palmbühl. - Zu Schörzingen das Dorf Schörzingen und die Häuser Lehen und Neuhaus. - Straßberg mit den Gemeindeteilen Kaiseringen und Straßberg. - Zu Kaiseringen das Dorf Kaiseringen und das Gehöft Kalkwerk. - Zu Straßberg das Dorf Straßberg, die Höfe Roßberg und Untermühle und die Häuser Neuhaus und Vogelherd. - Weilen unter den Rinnen mit dem Dorf Weilen unter den Rinnen. - Winterlingen mit den Gemeindeteilen Benzingen, Harthausen und Winterlingen. - Zu Benzingen das Dorf Benzingen und der Weiler Blättringen. - Zu Harthausen das Dorf Harthausen. - Zu Winterlingen das Dorf Winterlingen und die Häuser Sonnenhalden und Weiden. - Zimmern unter der Burg mit dem Dorf Zimmern unter der Burg und dem Gehöft Aspenhof. |

## Alphabetische Liste
In Fettschrift erscheinen die Orte, die namengebend für die Gemeinde sind, in Kursivschrift Burgen, Schlösser, Höfe, Häusergruppen und Einzelhäuser. Zusätzliche bestehende kleine Orte nach der Quelle www.leo-bw.de werden dort in aller Regel nicht wie in der Listengrundlage nach Weiler/Siedlung/Wohnplatz usw. differenziert, sondern einheitlich als Wohnplatz klassifiziert, dieser Ortsteiltyp wird hier entsprechend kursiviert übernommen.
| - Allenberghöfe zu Albstadt - Am Hasengarten zu Hechingen - Amselreute zu Rosenfeld - Aspenhof zu Zimmern unter der Burg - Auf der Acht zu Hechingen - Auf Hoftsett zu Albstadt - Auf Schönfeld zu Meßstetten - Bad Imnau zu Haigerloch - Bahnhof Zollern zu Bisingen - Balingen - Bechtoldsweiler zu Hechingen - Beim Meisterhaus zu Meßstetten - Benzingen zu Winterlingen - Berg zu Burladingen - Beuren zu Hechingen - Bickelsberg zu Rosenfeld - Bietenhausen zu Rangendingen - Binsdorf zu Geislingen - Binsdorfer Mühle zu Geislingen - Bisingen - Bisinger Berg zu Grosselfingen - Bittelbronn zu Haigerloch - Bitz - Blättringen zu Winterlingen - Boll zu Hechingen - Böllatsmühle zu Balingen - Bommlershof zu Rosenfeld - Brechetsteighof zu Albstadt - Brestneckermühle zu Rosenfeld - Brielhof zu Hechingen - Brittheim zu Rosenfeld - Bronnhaupten zu Balingen - Bueloch zu Meßstetten - Burgfelden zu Albstadt - Bürglishof zu Jungingen - Burladingen - Butzenwasen zu Hechingen - Dagersbrunnen zu Albstadt - Danneckershof zu Rosenfeld - Dautmergen - Dietstaig zu Nusplingen - Dormettingen - Dotternhausen - Dürrwangen zu Balingen - Ebingen zu Albstadt - Eckhaus zu Balingen - Ehestetter Hof zu Albstadt - Ehestetter Mühle zu Albstadt - Ehestetter Pumpwerk zu Albstadt - Eichhalder Häuser zu Meßstetten - Eichhalder Hof zu Meßstetten - Endingen zu Balingen - Engstlatt zu Balingen - Erlaheim zu Geislingen - Erzingen zu Balingen - Eselmühle zu Albstadt - Fabrikle oder Sägmühle zu Rosenfeld - Fischersmühle zu Rosenfeld, Teilort Rosenfeld - Fischersmühle zu Rosenfeld, Teilort Täbingen - Fohlenweide zu Albstadt - Friedrichstal zu Hechingen - Friedrichstraße zu Hechingen - Frommern zu Balingen - Galgenrain zu Balingen - Galthaus zu Albstadt - Gauselfingen zu Burladingen - Geifitze zu Albstadt - Geislingen - Geyerbad zu Meßstetten - Gießmühle zu Balingen - Gipsmühle zu Rosenfeld - Grosselfingen - Gruol zu Haigerloch - Hagelhof zu Hechingen - Haigerloch - Haldenhof zu Haigerloch - Hart zu Haigerloch - Harthausen zu Winterlingen - Hartheim zu Meßstetten - Harthöfe zu Nusplingen - Häselhöfe zu Rosenfeld - Häsenbühl zu Rosenfeld - Hausen zu Burladingen - Hausen am Tann - Hausener Hof zu Hechingen - Häuser Alter Berg zu Grosselfingen - Hechingen - Heckental zu Nusplingen - Heidenhof zu Meßstetten - Heidenstadt zu Nusplingen - Heiligenmühle zu Rosenfeld - Heiligenzimmern zu Rosenfeld - Heiligkreuz zu Hechingen - Heinstetten zu Meßstetten - Henstetten zu Haigerloch - Hermannsdorf zu Burladingen - Heselwangen zu Balingen - Heuberghöfe zu Albstadt - Heuberghof zu Geislingen - Hochstetten (Geislingen) oder Hochsträß zu Geislingen - Höfendorf zu Rangendingen - Hohenzollern zu Bisingen - Holderhof zu Balingen - Hörschwag zu Burladingen - Hospach zu Haigerloch - Hossingen zu Meßstetten - Hotel Lochen zu Balingen | - Im Degerwand zu Albstadt - Im Kienten zu Albstadt - Im Mehlbaum zu Albstadt - Im Tal zu Rosenfeld - Isingen zu Rosenfeld - Jausenteich zu Albstadt - Jungingen - Kaiseringen zu Straßberg - Kalkwerk zu Straßberg - Karlshof zu Geislingen - Karlstal zu Haigerloch - Keinbachmühle zu Geislingen - Killer zu Burladingen - Kopfenhof zu Rosenfeld - Kremensee zu Haigerloch - Krempenhof zu Rosenfeld - Kreuzwiesen zu Hechingen - Kroppenhofen zu Haigerloch - Küche zu Burladingen - Kutzmühle zu Balingen - Lagenmad zu Rosenfeld - Laitgai zu Hechingen - Laufen zu Albstadt - Lautlingen zu Albstadt - Lehen zu Schömberg - Leidringen zu Rosenfeld - Loretokapelle zu Geislingen - Maienwiesle zu Balingen - Margrethausen zu Albstadt - Melchingen zu Burladingen - Meßstetten - Michelesmühle zu Rosenfeld - Michelfeld zu Meßstetten - Mühle zu Burladingen - Mühle zu Hechingen - Neueburg zu Rosenfeld - Neuhaus zu Schömberg - Neuhaus zu Straßberg - Neuweiler zu Albstadt - Niederhofen zu Haigerloch - Nusplingen - Oberdigisheim zu Meßstetten - Obere Mühle zu Balingen - Obere Säge zu Schömberg - Oberer Homburgerhof zu Grosselfingen - Oberhausen zu Hausen am Tann - Obernheim - Ochsenberg zu Albstadt - Onstmettingen zu Albstadt - Ostdorf zu Balingen - Owingen zu Haigerloch - Palmbühl zu Schömberg - Pelzmühle zu Geislingen - Petersburg zu Albstadt - Pfeffingen zu Albstadt - Rädlesacker zu Hechingen - Raichberg zu Albstadt - Rangendingen - Ratshausen - Reichenbacher Hof zu Balingen - Riedmühle zu Rosenfeld - Ringingen zu Burladingen - Ritzenbühl zu Albstadt - Roschbach zu Albstadt - Rosenfeld - Roßberg zu Straßberg - Rossental zu Albstadt - Roßwangen zu Balingen | - Säge zu Balingen - Sägewerk zu Haigerloch - Sägmühle zu Burladingen - Sägmühle oder Fabrikle zu Rosenfeld - Salenhof zu Haigerloch - Salmendingen zu Burladingen - Salzwerk zu Haigerloch - Sandgrube zu Albstadt - Schafbühl zu Albstadt - Schafhaus zu Geislingen - Schieferhalde zu Rosenfeld - Schießhaus zu Geislingen - Schlatt zu Hechingen - Schloss Lindich zu Hechingen - Schlößle zu Haigerloch - Schmelzlesmühle zu Rosenfeld - Schömberg - Schorenhof zu Rosenfeld - Schörzingen zu Schömberg - Seehof zu Haigerloch - Seehof zu Rosenfeld - Seemühle zu Burladingen - Setze zu Albstadt - Sickingen zu Hechingen - Sonnenhalden zu Winterlingen - Stadtmühle zu Balingen - Starzeln zu Burladingen - Stauffenburger Hof zu Hechingen - Steighaus zu Meßstetten - Steighaus zu Nusplingen - Stein zu Hechingen - Steinefurthof zu Geislingen - Steinfurterhof zu Geislingen - Steinhofen zu Bisingen - Stetten unter Holstein zu Burladingen - Stetten zu Haigerloch - Stetten zu Hechingen - Stich zu Albstadt - Stiegel zu Albstadt - Stockenhausen zu Balingen - Straßberg - Streichen zu Balingen - Täbingen zu Rosenfeld - Tailfingen zu Albstadt - Tailfingen-Langenwand zu Albstadt - Talmühle zu Haigerloch - Tanneck zu Obernheim - Thanheim zu Bisingen - Tierberg zu Albstadt - Tieringen zu Meßstetten - Trieb zu Hechingen - Trillfingen zu Haigerloch - Truchtelfingen zu Albstadt - Unterdigisheim zu Meßstetten - Untere Mühle zu Burladingen - Untere Mühle zu Haigerloch - Untere Mühle zu Meßstetten - Untere Säge zu Schömberg - Untermühle zu Straßberg - Vogelherd zu Straßberg - Vogelherdhof zu Rangendingen - Vogelmühle zu Rosenfeld - Vohental zu Meßstetten - Waldheim zu Albstadt - Waldhof zu Geislingen - Walkenmühle zu Hechingen - Walkmühle zu Rosenfeld - Warnberghof zu Geislingen - Wannental zu Balingen - Weiden zu Winterlingen - Weiherhof zu Rosenfeld - Weildorf zu Haigerloch - Weiler Tal zu Albstadt - Weilen unter den Rinnen - Weilheim zu Hechingen - Weilstetten zu Balingen - Weißenburg zu Albstadt - Wessingen zu Bisingen - Winterlingen - Wirtschaft zum Karlstal zu Haigerloch - Wirtschaft zum Kühlen Grund zu Balingen - Wolfenhof zu Meßstetten - Wolfsgrube zu Rosenfeld - Zaislen zu Albstadt - Zementsmühle zu Burladingen - Ziegelbach zu Hechingen - Ziegelhütte zu Balingen - Ziegelhütte zu Burladingen - Ziegelhütte zu Hechingen - Ziegelhütte zu Obernheim - Zillhausen zu Balingen - Zimmerei zu Haigerloch - Zimmern zu Bisingen - Zimmern unter der Burg - Zitterhof zu Albstadt - Zollersteighof zu Albstadt |